# Réseau des étudiants magyars de Slovaquie
 (signalé en août 2025).
Si vous disposez d'ouvrages ou d'articles de référence ou si vous connaissez des sites web de qualité traitant du thème abordé ici, merci de compléter l'article en donnant les références utiles à sa vérifiabilité et en les liant à la section « Notes et références ».
- Archive Wikiwix
- Bing
- Cairn
- DuckDuckGo
- E. Universalis
- Gallica
- Google
- G. Books
- G. News
- G. Scholar
- Persée
- Qwant
- (zh) Baidu
- (ru) Yandex
- (wd) trouver des œuvres sur Wikidata

Le Réseau étudiant (en hongrois : Diákhálózat, [ˈdiaːkhaːloːzɒt], en slovaque : Študendská sieť) est une organisation étudiante slovaque créée en 1990. Elle fédère les associations d'étudiants issus de la minorité magyare de Slovaquie en Slovaquie, Hongrie et République tchèque. Ses associations membres sont Prága le Cercle étudiant Endre Ady à Prague, le Club étudiant Ferenc Kazinczy à Brno, le Club de jeunesse Attila József à Bratislava, le Club étudiant de Trnava à Trnava,  le Club de jeunesse Gyula Juhász à Nitra, l'Alliance de jeunesse de Košice à Košice et enfin le Cercle étudiant Attila Kaszás à Budapest.